# Hymenophyllum lerati
Hymenophyllum lerati là một loài dương xỉ trong họ Hymenophyllaceae. Loài này được Ros mô tả khoa học đầu tiên.
Danh pháp khoa học của loài này chưa được làm sáng tỏ. 